# 아에로스파시알 SA 321 쉬페르 프를롱

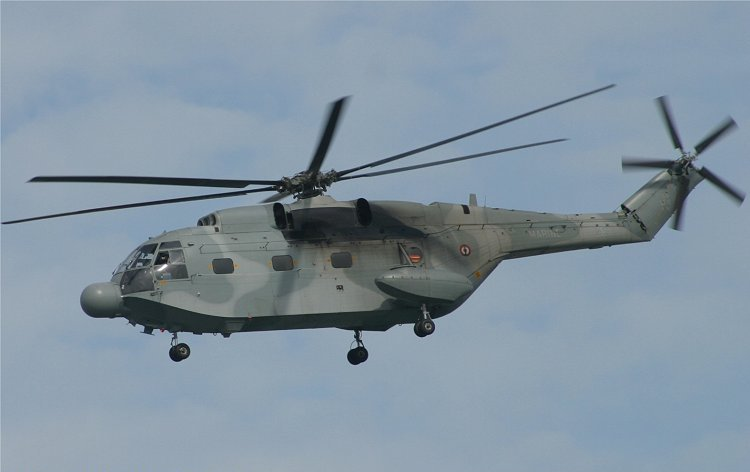

아에로스파시알 SA 321 쉬페르 프를롱(SA 321 Super Frelon)은 프랑스 아에로스파시알이 제작한 중형 헬리콥터이다. 중국에 라이센스 수출되어 창허 Z-8이 되었다.

## 역사
쉬페르 프를롱(Super Frelon, 슈퍼 호넷이란 뜻)은 프렐롱 헬기를 확대 개량한 것이다. 미국 시콜스키가 6엽 메인로터와 5엽 테일로터의 설계를 지원했다. 이탈리아 피아트가 새로운 메인 트랜스미션 설계를 지원했다.
1962년 12월 7일 초도비행했다.
2017년 진수하는 중국 최초의 국산 항공모함 산둥호에는 창허 Z-18 대잠전 헬기 6대와 창허 Z-18J 조기경보헬기 4대를 탑재한다.

## 제원
일반 특성
- 승무원: 5 명
- 수용량:
  - 승객 27 명 또는
  - 들것 15 개
- 길이: 23.03 m (75 ft 6⅝ in)
- 높이: 6.66 m (21 ft 10¼ in)
- 경하중량: 6,863 kg (15,130 lb)
- 최대이륙중량: 13,000 kg (28,660 lb)
- 엔진: 3 × 터보메카 Turmo IIIC turboshafts, 1,171 kW (1,570 hp) 각각

성능
- 최대속도: 249 km/h (135 kn (155 mph))
- 항속거리: 1,020 km (549 nmi (632 mi))
- 운용고도: 3,150 m (10,325 ft)
- 지속비행시간: 4 시간

무장
- 기관포: 1× 20 mm (0.787 in) 기관포
- 미사일:
  - 4× 어뢰, 대잠전 임무 또는
  - 2× 엑조세 미사일, 대함전 임무

## 같이 보기
- 아구스타웨스틀랜드 AW101
- SH-3 시 킹
- 밀 Mi-8